# 桑蒂利亞納區
12°45′56″S 74°15′28″W / 12.7655°S 74.2579°W
桑蒂利亞納區（西班牙語：Distrito de Santillana），是秘魯的一個區，位於該國中南部阿亞庫喬大區的萬塔省，始建於1918年12月21日，面積902平方公里，海拔高度3,262米，2005年人口7,305，人口密度每平方公里8.1人。